# Kalapalo

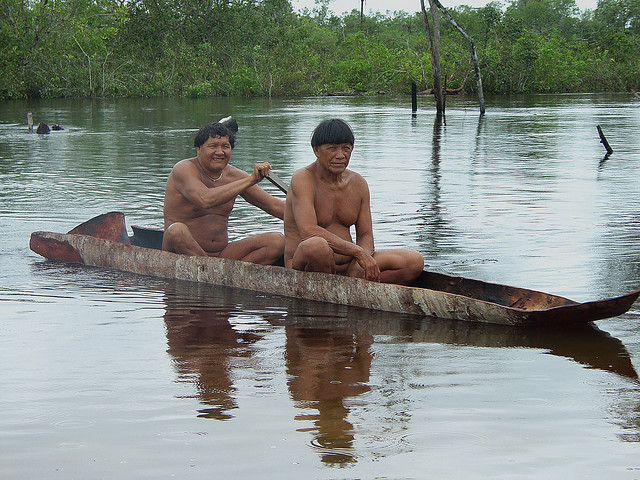

De Kalapalo zijn een inheems volk, ook bekend als Xingu-indianen, dat aan de Kuluene bovenloop van de Xingu in het Parque Indígena do Xingu (PIX) leeft in de Braziliaanse staat Mato Grosso.
De taal van de Kalapalo behoort bij de Caribische talen.

## Weblinks
- Kalapalo, Instituto Socioambiental